# Obelisco de la ciudad de Artigas
El Obelisco a la Gloria de los Héroes de 1825 es un monumento que se erige en homenaje a los héroes de la cruzada libertadora de 1825, ubicado en el centro de la Plaza Batlle, principal plaza de la ciudad de Artigas, en Uruguay.

## Características
En 1924, el profesor Eladio Dieste, en ese entonces presidente del Consejo Departamental, proyectó la apertura de la plaza Independencia, para prolongar la principal avenida. En el espacio central se resolvió erigir un monumento. 
Este llegaría el 19 de abril de 1930 con la inauguración de un obelisco de 12 metros de altura. Posee 32 m³ y 120 toneladas de granito donados por Francisco Piria, diseñado por el arquitecto Américo Mario Ricaldoni, y ejecutado por Poser y More en el punto quizá más elevado del perímetro ciudadano. 
Los diferentes bloques de granito fueron trasladados a la ciudad por tren, junto a las placas de bronce confeccionadas en el Palacio Legislativo. 
En cada lado del obelisco aparecen referencias a los elementos que componen el Escudo Nacional, como también leyendas alusivas al Desembarco de los 33 Orientales, la Declaratoria de la Independencia y las batallas del Rincón y de Sarandí.